# Matti Makkonen
Matti Makkonen (16 de abril de 1952 - 26 de junio de 2015) fue un ingeniero finlandés en el campo de comunicaciones móviles. Este empleado (entre otros) por Redes de Nokia y Tele Finlandia, así como Finnet Oy. Makkonen cumplió una función principal en crear la unidad de comunicación móvil de qué es hoy TeliaSonera. En 2008, Makkonen estuvo otorgado El Premio de Innovación del Economista en la informática y categoría de telecomunicaciones para su trabajo encima texto messaging (SMS).

## Carrera
Fuentes:
Makkonen nació en Suomussalmi. Se gradó como ingeniero eléctrico del Oulu universidad técnica en 1976. Posteriormente,  trabajó en las Telecomunicaciones y agencia Postal (PTL) como ingeniero de sistemas, desarrollando servicios de comunicaciones inalámbricas para el NMT mobile networks (1976 –1983). Fue el vicepresidente de PTL 1984–1988 y al mismo tiempo activamente implicado en el desarrollo del tecnología GSM hasta que 1988. 
En de noviembre de 2000, Makkonen se unió a Nokia Networks Professional Services como el director de unidades. Más tarde devenga el CEO de Finnet Oy el 1 de febrero de 2003, la cual ocupó hasta que 31 de octubre de 2005.
A principios de 2006, Makkonen sirvió como miembro y asesor para Tieto-X y el PR agencia Evia.